# Схиртладзе, Болеслав
Болеслав Схиртладзе (груз. ბოლესლავ სხირტლაძე; род. 14 июня 1987, Тбилиси) — грузинский легкоатлет, специалист по прыжкам в длину. Выступал за сборную Грузии по лёгкой атлетике в начале 2010-х годов, победитель и призёр первенств национального значения, действующий рекордсмен страны по прыжкам в длину на открытом стадионе, участник летних Олимпийских игр в Лондоне.

## Биография
Болеслав Схиртладзе родился 14 июня 1987 года в Тбилиси, Грузинская ССР.
Выступал на международном уровне начиная с 2007 года, пробовал себя в спринтерском беге и тройном прыжке.
Наивысшего успеха в своей спортивной карьере добился в мае 2012 года, когда на соревнованиях в Тель-Авиве установил национальный рекорд Грузии в прыжках в длину на открытом стадионе — 8,12 метра. Попав в основной состав грузинской национальной сборной, побывал на чемпионате Европы в Хельсинки, но с результатом 7,23 метра в финал здесь выйти не смог. Благодаря череде удачных выступлений удостоился права защищать честь страны на летних Олимпийских играх в Лондоне — так же остановился на предварительном квалификационном этапе прыжков в длину, прыгнув в лучшей попытке на 7,26 метра.
В феврале 2013 года на соревнованиях в датском Эстербро установил личный рекорд в прыжках в длину в закрытом помещении — 7,42 метра.
Впоследствии оставался действующим спортсменом вплоть до 2014 года.